# Ostrosłup

Przykładowy ostrosłup o podstawie trójkątnej, inaczej trójkątny, czyli czworościan

Ostrosłup sześciokątny pochyły

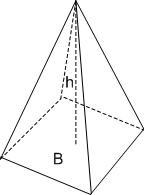
Ostrosłup o podstawie czworokątnej:
B – podstawa,
h – wysokość

Ostrosłup czworokątny z oznaczeniami

Ostrosłup – wielościan, w którym tylko jeden wierzchołek leży poza wspólną płaszczyzną; jest nazywana płaszczyzną podstawy, a nienależący do niej wierzchołek – wierzchołkiem ostrosłupa. Równoważnie: jedna ze ścian to dowolny wielokąt, a pozostałe to trójkąty ze wspólnym wierzchołkiem. Trójkąty te są znane jako ściany boczne, a pozostała ściana jako podstawa, przy czym ona też może być trójkątem, czyniąc ten podział umownym.
Podstawowe pojęcia związane z ostrosłupami to:
- krawędzie boczne – odcinki łączące wierzchołki podstawy z wierzchołkiem ostrosłupa;
- wysokość – najkrótszy odcinek od wierzchołka do płaszczyzny podstawy; także długość tego odcinka, czyli odległość wierzchołka od podstawy;
- spodek wysokości – rzut prostokątny wierzchołka ostrosłupa na płaszczyznę podstawy[2].

## Wzory
Objętość ostrosłupa dana jest wzorem
{\displaystyle V={\frac {Sh}{3}},}
gdzie {\displaystyle h} jest wysokością ostrosłupa, a {\displaystyle S} jest polem powierzchni jego podstawy.

## Szczególne przypadki
- Ostrosłup n-kątny ma podstawę n-kątną.
  - Ostrosłup trójkątny to inaczej czworościan; jego foremny przypadek należy do brył platońskich.
- Jeżeli spodek wysokości ostrosłupa pokrywa się ze środkiem okręgu opisanego na jego podstawie, to taki ostrosłup nazywamy ostrosłupem prostym. Jeśli wszystkie krawędzie boczne ostrosłupa tworzą z podstawą kąty równej miary, to spodek wysokości jest jednakowo oddalony od wierzchołków podstawy (jest więc środkiem okręgu opisanego na podstawie). Jeśli wszystkie ściany boczne tworzą z podstawą kąty równej miary, to spodek wysokości jest jednakowo oddalony od krawędzi podstawy (jest więc środkiem okręgu wpisanego w podstawę).
- Ostrosłup prawidłowy (ostrosłup foremny) spełnia dwa niezależne[potrzebny przypis] warunki:
  - ma w podstawie wielokąt foremny,
  - spodek jego wysokości jest środkiem podstawy, tzn. jest środkiem okręgu opisanego na podstawie (jest to zarazem środek okręgu wpisanego).

Ściany boczne ostrosłupa prawidłowego są przystającymi trójkątami równoramiennymi.
- Ostrosłup prawidłowy czworokątny, którego podstawą jest kwadrat bywa czasem nazywany piramidą (taki bowiem kształt miały piramidy egipskie).

## Uogólnienia
- Ostrosłup ścięty jest częścią ostrosłupa zawartą pomiędzy podstawą a płaszczyzną przecinającą ten ostrosłup równolegle do podstawy.
- Stożek to bryła, w której krzywą kierującą dla powierzchni bocznej nie musi być wielokąt.